# Дадиља
Дадиља (енгл. The Nanny) америчка је комедија ситуације коју су створили Питер Марк Џејкобсон и Френ Дрешер за CBS. Радња прати Френ Фајн (Дрешер), Јеврејку из Квинса, која постаје дадиља троје деце англоамеричке породице више класе у Њујорку.
Серија је остварила изузетан успех широм света, поставши једна од најгледанијих серија 1990-их. Била је номинована за мноштво награда, међу којима су Еми и Златни глобус. На основу ње, створене су бројне међународне адаптације, међу којима је и српска серија Дадиља са села.

## Радња
Френ Фајн је Јеврејка иритантног гласа, која добија посао код бродвејског продуцента Максвела Шефилда, који има троје деце: Меги, Брајтонг и Грејс. Господин Шефилд има и свог батлера Најлса, који прати и прислушкује све у кући. Будући да се Френ запослила као дадиља, то је добар шлагорт за даљи ток радње.
Најлс даје све од себе да споји Максвела и Френ, а највише воли збијати шале на рачун Максвелове пословне сараднице, Си-Си Бабкок. Занимљиво је да на крају Најлс и Си-Си Бабкок завршавају заједно. Кроз пет година рада, Френ се покушава удати за господина Шефилда. Остатак Френине породице су: њена мајка Силвија Фајн, која највише воли храну, Френин отац Морти, који се не појављује у серији, и њена баба Јета Росенберг, која живи у старачком дому.

## Улоге
| Глумац             | Улога           |
| ------------------ | --------------- |
| Френ Дрешер        | Френ Фајн       |
| Чарлс Шонеси       | Максвел Шефилд  |
| Данијел Дејвис     | Најлс           |
| Лорен Лајн         | Си-Си Бабкок    |
| Никол Том          | Маргарет Шефилд |
| Бенџамин Салисбури | Брајтон Шефилд  |
| Маделин Зима       | Грејс Шефилд    |
| Рене Тејлор        | Силвија Фајн    |